# Wiebe Reijinga
Wiebe Reijinga (Groningen, 9 oktober 1860 - Hoogstraten, 13 december 1930) was een Nederlandse kunstschilder, die later actief werd in België.

## Levensloop
Reijinga werd geboren in Groningen als zoon van Tjerk Reijinga, een verlakker (een ambachtsman die objecten voorziet van een glanzende laklaag), en Romkjen Reijenga.
Reijinga studeerde aan academies in Amsterdam en Utrecht en trouwde met Jacoba van Velsen, met wie hij drie kinderen had. Hij werd vast benoemd tot leraar in het handtekenen in 1888 aan de Burgeravondschool (Van Wijckskade) in Utrecht. Handtekenen verwijst naar het tekenen uit de vrije hand, zonder hulpmiddelen zoals passer en liniaal, met materialen als houtskool, krijt of potlood. Na zijn verhuizing naar Antwerpen raakte hij door alcoholmisbruik en schulden aan lager wal. Uiteindelijk leidde dit tot een periode van gevangenschap in Hoogstraten van begin 1926 tot mei 1927. Na zijn vrijlating bleef hij in Hoogstraten, in de Lindendreef, waar hij in een houten hutje woonde. Overdag maakte hij schilderijen in ruil voor voedsel. Hij stierf in het plaatselijk Gasthuis op de leeftijd van 70 jaar.

## Schilderstijl
Zijn schilderstijl wordt omschreven als impressionistisch met sobere kleuren. Ook wordt hij soms geassocieerd met het realisme. Zijn werken stralen voornamelijk 'rust' en 'harmonie' uit, met zelden menselijke figuren in beeld. Reijinga richtte zich vooral op lokale onderwerpen zoals watermolens, kerken, boerderijen, heide en landwegen. Vaak werkte hij in de open lucht, geïnspireerd door de impressionistische beweging.

## Tentoonstelling in Hoogstraten
Van 30 maart tot 22 juni 2014 organiseerde het Stedelijk Museum Hoogstraten een tentoonstelling ter ere van Reijinga. Ongeveer dertig werken werden tentoongesteld, waarvan de helft permanent aan het museum was geschonken. De tentoonstelling gaf een beeld van Hoogstraten in de jaren 1920 door de ogen van Reijinga, die op dat moment als een soort vagebond leefde.